# Geneva (New York)
Geneva ist eine Stadt im US-Bundesstaat New York. Sie liegt im Ontario County. Die Bevölkerung betrug gemäß der Volkszählung im Jahr 2020 12.812 Einwohner. Der Name der Stadt stammt vom englischen Wort „Geneva“ für die schweizerische Stadt Genf ab.

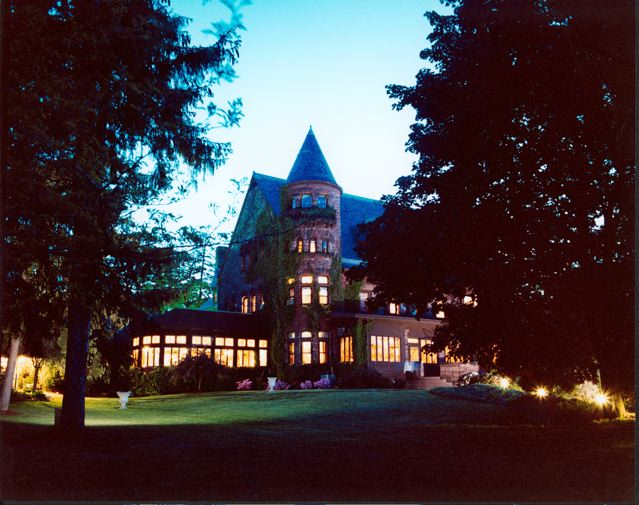
Belhurst Castle

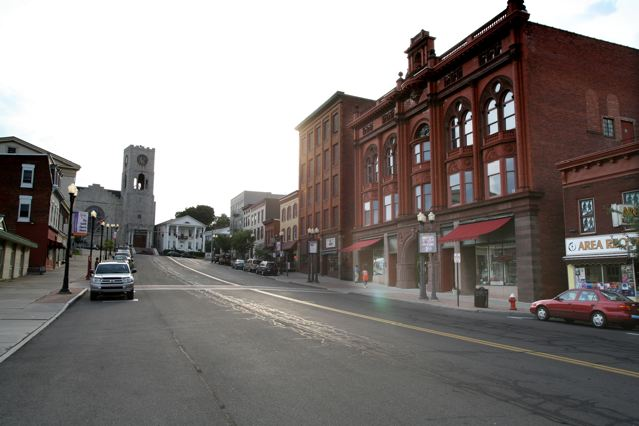
Seneca Street

## Geschichte
Ursprünglich bestand hier die Siedlung Kanadasaga des zu den Irokesen zählenden Indianervolks der Seneca. Die Briten errichteten hier eine Befestigung gegen die Franzosen und später gegen die Amerikaner. Nach der Zerstörung der Siedlung durch die Sullivan-Expedition 1779 wurde die Siedlung zunächst aufgegeben, aber um 1793 durch Europäer neu besiedelt.

## Demografie
Nach der Volkszählung im Jahr 2000 lebten hier 13.617 Menschen; es wurden 5.014 Haushalte und 2.933 Familien gezählt. Die Bevölkerungsdichte betrug 1.234 Einwohner pro km². Es wurden 5.564 Wohneinheiten erfasst. Ethnisch betrachtet setzte sich die Bevölkerung zusammen aus 81,52 % weißer Bevölkerung, 10,22 % Afroamerikanern, 0,25 % amerikanischen Ureinwohnern, 1,23 % Asiaten, 0,05 % Bewohnern aus dem pazifischen Inselraum und 3,39 % aus anderen ethnischen Gruppen; 3,34 % gaben die Abstammung von mehreren Ethnien an. 8,50 % der Einwohner waren spanischer oder lateinamerikanischer Abstammung.
In 29,5 % der Haushalte lebten auch Kinder oder Jugendliche; 38,6 % bestanden aus einem verheirateten Paar, 15,9 % waren allein erziehende Mütter und 41,5 % waren keine Familien. 34,1 % waren Singlehaushalte, und in 14,8 % lebten Menschen im Alter von 65 Jahren oder darüber. Die durchschnittliche Haushaltsgröße betrug 2,35, die durchschnittliche Familiengröße 3,03 Personen.
Die Bevölkerung verteilte sich auf 23,2 % unter 18 Jahren, 18,9 % von 18 bis 24 Jahren, 24,3 % von 25 bis 44 Jahren, 18,1 % von 45 bis 64 Jahren und 15,5 % von 65 Jahren oder älter. Das durchschnittliche Alter (Median) betrug 32 Jahre. Auf 100 weibliche Personen kamen 87,4 männliche Personen, und auf 100 Frauen im Alter ab 18 Jahren kamen 84,5 Männer.
Das jährliche Durchschnittseinkommen eines Haushalts (Median) betrug 31.600 US-$, das Durchschnittseinkommen einer Familie 41.224 $. Männer hatten ein Durchschnittseinkommen von 31.315 $, Frauen 23.054 $. Das Pro-Kopf-Einkommen betrug 15.609 $. Unter der Armutsgrenze lebten 13,7 % der Familien und 17,5 % der Einwohner, darunter 27,2 % der Einwohner unter 18 Jahren und 7,8 % der Einwohner im Alter von 65 Jahren oder älter.

## Bildungseinrichtungen
- Hobart and William Smith Colleges, die Nachfolgeinstitution des Geneva College.
- Die New York State Agricultural Experiment Station des zur Cornell University gehörigen College of Agriculture and Life Sciences.
- Finger Lakes Community College, mit einem Campus in Geneva vertreten.

## Söhne und Töchter der Stadt
- Robert L. Rose (1804–1877), Politiker, Vertreter von New York im US-Repräsentantenhaus
- Peter Myndert Dox (1813–1891), Rechtsanwalt, Richter und Politiker
- Samuel Lilly (1815–1880), Politiker, Vertreter von New Jersey im US-Repräsentantenhaus
- Butler Noble (1815–1890), Politiker, Vizegouverneur von Wisconsin
- Dyer Lum (1839–1893), Anarchist und Dichter
- John Raines (1840–1909), Jurist und Politiker
- Katharine Foot (1852–1944), Zoologin und Zytologin
- Henry Gage (1852–1924), Politiker, 20. Gouverneur von Kalifornien sowie Botschafter in Portugal
- George Cameron Stone (1859–1935), Ingenieur, Metallurge und Waffensammler
- Ralph Walter Graystone Wyckoff (1897–1994), Kristallograph
- John Coppola (1929–2015), Jazztrompeter und Arrangeur
- Robert L. Forward (1932–2002), Physiker und Science-Fiction-Autor
- Chris Flory (* 1953), Jazzgitarrist
- Steve Golin (1955–2019), Filmproduzent
- Phil Flanigan (* 1956), Jazzmusiker
- Michael Hashim (* 1956), Jazz-Musiker (Alt- und Sopransaxophon) sowie Komponist
- Michael E. Conley (* um 1974), Generalleutnant der United States Air Force
- Travie McCoy (* 1981), Sänger (Hip-Hop)

## Sonstiges
In und um Geneva wird Wein angebaut.
Geneva ist Knotenpunkt und Firmensitz der Finger Lakes Railway.